# Raíz (álbum de Pedro Guerra)
Raíz es el tercer álbum en solitario del cantautor canario Pedro Guerra, el cuarto si contamos la Banda Sonora de la película de Mararía, editada en álbum ese mismo álbum.
El disco supone un reencuentro con los sonidos de la música tradicional canaria modernizados que habían caracterizado su etapa con Taller Canario, abriéndolos hacia otras sonoridades. Así, el ritmo de la canción Raíz está basado en el tajaraste de Tenerife, y Sirinoque está basado en la letra y melodía en el género llamado igual de la isla de La Palma. Para incidir en los sonidos canarios vuelve a colaborar con el antiguo miembro de Taller Canario Rogelio Botanz, que participa en las percusiones junto a su grupo ... (Puntos Suspensivos). El disco se abre también a otros géneros musicales como el candombe uruguayo (Otra forma de sentir), el flamenco (Bebes del río) o la morna de Cabo Verde. El músico griego Dimitri Psonis colabora tocando varios instrumentos orientales.
También regresa a las temáticas políticas, incluyendo por primera vez una letra que no es suya, Chiapas, basada en un poema del Subcomandante Marcos, líder del Ejército Zapatista de Liberación Nacional. Los sencillos fueron Daniela, Otra forma de sentir, Cerca del amor y La lluvia nunca vuelve hacia arriba.

## Lista de canciones[3]
| N.º | Título                                | Escritor(es)                                     | Duración |  |
| 1.  | «Bahía»                               | Pedro Guerra                                     | 3:19     |  |
| 2.  | «Daniela»                             | Pedro Guerra                                     | 3:37     |  |
| 3.  | «Quiere»                              | Pedro Guerra                                     | 3:19     |  |
| 4.  | «La lluvia nunca vuelve hacia arriba» | Pedro Guerra                                     | 3:14     |  |
| 5.  | «El elefante y la paloma»             | Pedro Guerra (basada en un texto de Frida Kahlo) | 3:00     |  |
| 6.  | «Sirinoque»                           | Pedro Guerra, folclore canario                   | 0:55     |  |
| 7.  | «Primera morna»                       | Pedro Guerra                                     | 3:15     |  |
| 8.  | «Raíz»                                | Pedro Guerra                                     | 3:29     |  |
| 9.  | «Bebes del río»                       | Pedro Guerra                                     | 3:47     |  |
| 10. | «Oasis»                               | Pedro Guerra                                     | 2:39     |  |
| 11. | «Bebes del río»                       | Pedro Guerra                                     | 3:47     |  |
| 12. | «Contra el poder»                     | Pedro Guerra                                     | 3:15     |  |
| 13. | «Cerca del amor»                      | Pedro Guerra                                     | 3:17     |  |
| 14. | «Chiapas»                             | Subcomandante Marcos - Pedro Guerra              |          |  |

## Créditos
- Pedro Guerra: Voz, guitarras y arreglos.
- Marcelo Fuentes: bajo.
- Pedro Barceló: batería.
- Efraín Toro: Percusión-
- Luis Fernández: Rodhes, órgano hammond y piano.
- Belén Guerra: Violonchelo.
- Diego Galaz: Violín.
- Dimitri Psonis: Buzuki, saz, baglamá y santur.
- Antonio Serrano: Armónica.
- Rogelio Botanz y ....: Percusión canaria.
- Emilio Cuervo, Soledad Pilas, Luismi Baladrón y Cani: Coros.
- Cuco Pérez: Acordeón.
- Antonio Toledo: Guitarra flamenca en Bebes del río-
- Andrés Bedó, Ángel Arigón y Alejandro Ferrari: Clave de candombe en Otra forma de sentir.
- Andreas Prittwitz: Clarinete en Daniela.

- Ingeniero de sonido: Juan Ignacio Cuadrado.
- Producción: Juan Ignacio Cuadrado y Pedro Guerra.